# Відслонення пегматиту (пам'ятка природи)
Відсло́нення пегмати́ту — геологічна пам'ятка природи місцевого значення в Україні. Розташована в межах Коростишівського району Житомирської області, при південній околиці села Високий Камінь. 
Площа 0,01 га. Статус надано 1998 року. Перебуває у віданні Городської сільської ради. 
Створена з метою охорони мальовничої групи скель на березі річки Тетерів, які є виходами червоного і рожевого пегматиту зі скупченнями мусковіту.